# Santa Maria (Distretto Federale)
Santa Maria è una regione amministrativa del Distretto Federale brasiliano.